# Nannotettix elongatus
Nannotettix elongatus är en insektsart som beskrevs av Brunner von Wattenwyl 1895. Nannotettix elongatus ingår i släktet Nannotettix och familjen vårtbitare. Inga underarter finns listade i Catalogue of Life.